# Luis Fuentes Rodríguez
Luis Fuentes Rodríguez (Salamanca, 20 de diciembre de 1960) es un político español, fue procurador de Ciudadanos en las Cortes de Castilla y León y presidente de las mismas desde el 21 de junio de 2019 hasta el 10 de marzo de 2022.

## Biografía
Nacido en Salamanca en 1960, Fuentes es diplomado en Ciencias Empresariales y es especialista en marketing y análisis de mercados.

## Carrera política
Sus inicios en la política se dan en la formación provincial salmantina leonesista Unión del Pueblo Salmantino.Partido del que fue candidato a las Cortes por Salamanca y que presidió desde su aparición en 2002 hasta su disolución e integración en Ciudadanos en 2014.
Tras los comicios celebrados el 26 de mayo de 2019, Luis Fuentes tomó posesión como presidente de las Cortes de Castilla y León, tras ser elegido por mayoría absoluta, ante el arco parlamentario más plural de la historia de esta Comunidad.
En su primer año de mandato como presidente del Parlamento Autonómico ha mostrado una especial preocupación por las necesidades vinculadas a las organizaciones del Tercer Sector. También ha mantenido diálogo permanente y fluido con los principales agentes sociales y económicos de Castilla y León. 
En la actualidad es el Coordinador del Grupo de Trabajo sobre Despoblación y Envejecimiento de la Conferencia de las Asambleas Legislativas Regionales de Europa (CALRE).
Ha sido candidato a presidir la Junta de Castilla y León y entre 2015 y 2019 ejerció como portavoz de la formación naranja en la Cámara autonómica, representando a los cinco procuradores de Ciudadanos en ese momento.
Es militante de Ciudadanos desde 2014, donde forma parte de su Comité Ejecutivo. Ejerce también como portavoz del Comité Autonómico de Ciudadanos en Castilla y León y ha desempeñado diversos cargos de responsabilidad interna vinculados con el reto demográfico y el desarrollo rural. 
El 21 de junio de 2019 fue elegido presidente de las Cortes de Castilla y León.
Tras el adelanto electoral de 2022, se presentó como cabeza de lista de Ciudadanos por la circunscripción de Salamanca, aunque no logró conseguir el escaño. Fue relevado de la presidencia de las Cortes de Castilla y León